# ハーフな分だけ
『ハーフな分だけ』（ハーフなぶんだけ）は、星里もちるによる日本の漫画。コメディ混じりのラブ・ストーリー。1989年に『ビッグコミックスピリッツ』（小学館）1989年11号、および39号から52号にて連載された。全15話。

## あらすじ
駆け出しの字幕翻訳者である音裏由羽（おとうら ゆう）は、初仕事だったビデオ作品の評判が気になり、売れない役者である御前岳実（おまえだけ みのる）がバイトをしているレンタルビデオ店に入る。
ちょうどそのビデオ作品を店内で鑑賞していた御前岳を見つけ、一晩悩んで翻訳したお気に入りのエンディングの台詞の場面を、後ろから見て感動し涙する由羽だが、その台詞を「クサい台詞アレルギー」の御前岳に爆笑されてしまい、御前岳の顔にビデオを投げつける。
知人同士の結婚式に別々に引っ張り出された2人は、結婚式場で偶然再会し、ケンカを再開してしまう。出会いは最悪だった2人だが、なぜか由羽の前では、クサイ台詞を話しても「クサい台詞アレルギー」が出ない御前岳。結婚式の二次会で波長が合った2人は、始まりは一夜を共にした不埒な関係からだったが、仲直りとケンカと繰り返しながら惹かれあっていく。
その後、2人には運命的な共通点があり、実は運命的な出会いだったことに気づくのだった。

## 登場人物

### 主人公
音裏 由羽（おとうら ゆう）
駆け出しの字幕翻訳者。女性（24歳前後）。泣き上戸で落ち込みやすい性格だが、仕事に対しては真剣な姿勢を見せる。小さい頃と現在は日本在住だが、12歳まで両親の都合でロサンゼルスに住んでいた。
親友の君子の結婚式に出席した際に、翻訳したクサい台詞を笑われた御前岳と再会し、仲直りとケンカと繰り返しながらも御前岳と交際を始める。仕事として、映画のエッセイ執筆や、外人タレントが芝居に出演する際の通訳などもしている。両親の都合でロサンゼルスに引っ越す直前に見た映画「野に咲く花よ」が、映画関係の仕事を志すようになるきっかけとなった。
5話・6話にて御前岳にプロポーズされるが、結婚という現実と仕事を追う夢との間で揺れ動く。
御前岳 実（おまえだけ みのる）
駆け出しの役者。男性（24歳前後）。9歳まで福岡県の田上（たがみ、ただし架空の場所であり、現存する田上駅は新潟県にある）に住んでいた。レンタルビデオ店「Videoレンタルほろほろ」でバイトしながら、人を感動させる役者を目指している。俳優の才能に恵まれ、周りの者を感動させるほど芝居や言葉が上手いが、クサい台詞を聞いたり話したりすると笑い出してしまう「クサい台詞アレルギー」を持つ。ただし由羽の前でだけは、クサイ台詞を話しても「クサい台詞アレルギー」が出ない。
事務所のマネージャーである鈴木の結婚式に出席した際に、バイト中のレンタルビデオ店で会った由羽と再会し、仲直りとケンカと繰り返しながらも由羽と交際を始める。由羽に語るつもりで台詞を言うと「クサい台詞アレルギー」が出ないことに気づき、エンゲージリングのCMを初めとして、次々と名演技をこなし、周りにも認められ始めた結果、徐々に大きな配役が回ってくるようになる。
子供の頃に遊びで入り浸っていた映画館「ロマン座」で初めて観た映画「野に咲く花よ」のエンディングに感動したことが、役者を目指す決め手となった。

### 主人公の知人たち
鈴木 実（すずき みのる）
御前岳が所属する事務所のキャスティングマネージャー。男性（24 - 28歳と推定される）。関西弁を話す。世話焼き好き。
第1話において、ウェディングパレス「八宝殿」での君子との結婚式にて、司会役として御前岳を当日連れ出し、御前岳と由羽を偶然再会させた。「御前岳は土壇場がおもしろい、計算された芝居は見たくない」と言い、芝居やオーディションの仕事をその当日の朝に起こしに来たり、知らせたりする。
御前岳たちと行くいつもの居酒屋の名前は「四面楚歌（しめんそか）」。
後述の読切漫画「カーテンコール」では葉子と飲みに行き、自身の結婚を報告するシーンがある。そのため、時系列上「カーテンコール」の後で「ハーフな分だけ」本編が開始されている。
鈴木 君子（すずき きみこ）
由羽の親友。女性（推定24歳前後）。物語中では旧姓は不明。結婚を機に仕事を退職し、専業主婦となる。お節介焼き好きで、由羽と御前岳の相性の良さを見抜き、たびたびケンカの仲直りを仲裁している。
森口 葉子（もりぐち ようこ）
御前岳が所属する事務所の先輩マネージャー。女性（29歳）。11話より登場。芸能事務所を退職する前の最後の仕事として、鈴木と担当を代わってもらい、御前岳のマネージャーを務めた。かなりの大食い。はっきりした物言いで、会話中の人物が無言になってしまった場面では、直後に「なぁんてね!」と相手の肩をすごい勢いで叩くクセがある。
下の名前「葉子」は物語中には出て来ないが、「ハーフな分だけ」下巻に収録されている読み切り「カーテンコール」の主人公となり、その時に明らかにされている。

## その他
- 第1話「訳者と役者」の扉絵には、同じく星里による「危険がウォーキング」の岡原佳枝と牧野郁郎が背景に登場している。
- 最終話である第15話において、2人の思い出の映画『野に咲く花よ』を録画したビデオテープの隣には、由羽の初字幕仕事であるビデオ作品『素足のキャティ』と共に、「危険がウォーキング」で佳枝と郁郎が見ていた映画『ゾンビ ズビズバ』を録画したと思われるテープが置いてある。

## 単行本
ビッグスピリッツコミックス版：小学館から発行、上巻と下巻の全2巻。
- 上巻（1991年5月1日発行、ISBN 4-09-182481-1）: 第1話から9話までを収録。以下の読み切り1編も併せて収録。
  - 「キップをください」: 『ビッグコミックスピリッツ増刊号』1990年1月発売号に掲載。24頁。
- 下巻（1991年07月01日発行、ISBN 4-09-182482-X）: 第10話から15話（最終話）までを収録。以下の読み切り4編も併せて収録。
  - 「カーテンコール」: 『ビッグコミックスピリッツ増刊号』1991年春号に掲載。30頁。
  - 「電話をください」: 『ビッグコミックスピリッツ増刊号』1990年春号に掲載。22頁。
  - 「微熱をください」: 『ビッグコミックスピリッツ増刊号』1990年夏号に掲載。24頁。
  - 描き下ろしエッセイ風コミック「私と映画・運命の出逢い」。2頁。描き下ろし。

ビッグコミックスワイド版：小学館から発行、全1巻（1999年07月発行、ISBN 4-09-186821-5）
- 読み切り「キップをください」「カーテンコール」「電話をください」「微熱をください」も併せて収録。